# Skate America de 2004
El Skate America de 2004 fue una competición internacional de patinaje artístico sobre hielo, el primero de los seis eventos del Grand Prix de la temporada 2004/2005. La competición tuvo lugar en Pittsburgh, estado de Pensilvania, entre el 21 y el 24 de octubre de 2004. Además de recibir premios en las disciplinas de patinaje masculino, femenino, parejas y danza sobre hielo, los patinadores también obtuvieron puntos para clasificarse para la final del Grand Prix.

## Resultados

### Patinaje individual masculino
| Clasificación | Nombre              | País           | Total  | Programa corto | Programa corto | Programa libre | Programa libre |
| ------------- | ------------------- | -------------- | ------ | -------------- | -------------- | -------------- | -------------- |
| 1             | Brian Joubert       | Francia        | 193.46 | 1              | 72.10          | 2              | 121.36         |
| 2             | Ryan Jahnke         | Estados Unidos | 186.71 | 4              | 60.83          | 1              | 125.88         |
| 3             | Michael Weiss       | Estados Unidos | 179.56 | 2              | 64.82          | 3              | 114.74         |
| 4             | Roman Serov         | Israel         | 174.42 | 3              | 62.24          | 4              | 112.18         |
| 5             | Evan Lysacek        | Estados Unidos | 162.51 | 5              | 54.87          | 8              | 107.64         |
| 6             | Song Lun            | China          | 161.46 | 9              | 51.08          | 6              | 110.38         |
| 7             | Nicholas Young      | Canadá         | 160.82 | 6              | 52.60          | 7              | 108.22         |
| 8             | Ben Ferreira        | Canadá         | 157.41 | 7              | 51.33          | 9              | 106.08         |
| 9             | Stefan Lindemann    | Alemania       | 156.73 | 11             | 44.99          | 5              | 111.74         |
| 10            | Vakhtang Murvanidze | Georgia        | 143.10 | 8              | 51.22          | 11             | 91.88          |
| 11            | Aleksandr Shubin    | Rusia          | 142.42 | 10             | 47.08          | 10             | 95.34          |

### Patinaje individual femenino
| Clasificación | Nombre             | País           | Total  | Programa corto | Programa corto | Programa libre | Programa libre |
| ------------- | ------------------ | -------------- | ------ | -------------- | -------------- | -------------- | -------------- |
| 1             | Angela Nikodinov   | Estados Unidos | 149.50 | 2              | 53.62          | 2              | 95.88          |
| 2             | Cynthia Phaneuf    | Canadá         | 144.40 | 3              | 50.20          | 3              | 94.20          |
| 3             | Miki Ando          | Japón          | 142.64 | 1              | 53.64          | 6              | 89.00          |
| 4             | Alissa Czisny      | Estados Unidos | 141.36 | 3              | 50.20          | 4              | 91.16          |
| 5             | Susanna Pöykiö     | Finlandia      | 140.38 | 8              | 42.98          | 1              | 97.40          |
| 6             | Elena Liashenko    | Ucrania        | 135.80 | 6              | 45.68          | 5              | 90.12          |
| 7             | Yukina Ota         | Japón          | 130.70 | 5              | 47.42          | 7              | 83.28          |
| 8             | Miriam Manzano     | Australia      | 125.30 | 7              | 44.06          | 8              | 81.24          |
| 9             | Idora Hegel        | Croacia        | 116.98 | 10             | 39.64          | 9              | 77.34          |
| 10            | Anne-Sophie Calvez | Francia        | 102.88 | 9              | 39.88          | 10             | 63.00          |
| 11            | Zhang Fan          | China          | 85.52  | 11             | 30.84          | 11             | 54.68          |

### Patinaje en parejas
| Clasificación | Nombre                              | País           | Total  | Programa corto | Programa corto | Programa libre | Programa libre |
| ------------- | ----------------------------------- | -------------- | ------ | -------------- | -------------- | -------------- | -------------- |
| 1             | Zhang Dan / Zhang Hao               | China          | 166.86 | 3              | 56.98          | 1              | 109.88         |
| 2             | Yúliya Obertas / Serguéi Slavnov    | Rusia          | 166.26 | 2              | 57.58          | 2              | 108.68         |
| 3             | Rena Inoue / John Baldwin, Jr.      | Estados Unidos | 158.10 | 4              | 56.52          | 3              | 101.58         |
| 4             | Ding Yang / Ren Zhongfei            | China          | 139.42 | 6              | 47.98          | 5              | 91.44          |
| 5             | Elizabeth Putnam / Sean Wirtz       | Canadá         | 136.88 | 7              | 45.38          | 4              | 91.50          |
| 6             | Kathryn Orscher / Garrett Lucash    | Estados Unidos | 129.32 | 8              | 43.76          | 6              | 85.56          |
| 7             | Jennifer Don / Jonathon Hunt        | Estados Unidos | 125.28 | 5              | 51.00          | 7              | 74.28          |
| 8             | Julia Shapiro / Vadim Akolzin       | Israel         | 100.74 | 9              | 41.36          | 8              | 59.38          |
| Abandonaron   | Tatiana Totmianina / Maksim Marinin | Rusia          |        | 1              | 64.98          |                |                |

### Danza sobre hielo
| Clasificación | Nombre                                   | País           | Total  | Danza obligatoria | Danza obligatoria | Danza corta | Danza corta | Danza libre | Danza libre |
| ------------- | ---------------------------------------- | -------------- | ------ | ----------------- | ----------------- | ----------- | ----------- | ----------- | ----------- |
| 1             | Tanith Belbin / Benjamin Agosto          | Estados Unidos | 212.87 | 1                 | 43.71             | 1           | 63.40       | 1           | 105.76      |
| 2             | Galit Chait / Sergei Sakhnovski          | Israel         | 204.32 | 2                 | 40.98             | 2           | 60.48       | 2           | 102.86      |
| 3             | Megan Wing / Aaron Lowe                  | Canadá         | 178.60 | 3                 | 40.98             | 3           | 51.66       | 3           | 90.29       |
| 4             | Svetlana Kulikova / Vitali Novikov       | Rusia          | 173.43 | 4                 | 33.89             | 4           | 50.65       | 4           | 88.89       |
| 5             | Sinead Kerr / John Kerr                  | Reino Unido    | 156.56 | 5                 | 31.89             | 5           | 43.14       | 5           | 81.53       |
| 6             | Julia Golovina / Oleg Voiko              | Ucrania        | 143.92 | 7                 | 27.08             | 6           | 42.81       | 7           | 74.03       |
| 7             | Eve Bentley / Cedric Pernet              | Francia        | 140.22 | 8                 | 26.39             | 8           | 39.04       | 6           | 74.79       |
| 8             | Kendra Goodwin / Brent Bommentre         | Estados Unidos | 136.08 | 9                 | 25.72             | 7           | 40.62       | 10          | 69.74       |
| 9             | Loren Galler-Rabinowitz / David Mitchell | Estados Unidos | 133.45 | 10                | 24.35             | 9           | 38.96       | 9           | 70.14       |
| 10            | Alexandra Kauc / Michał Zych             | Polonia        | 131.25 | 6                 | 27.40             | 10          | 35.79       | 11          | 68.06       |
| 11            | Yelena Romanovskaya / Aleksandr Grachev  | Rusia          | 131.06 | 11                | 23.83             | 11          | 34.94       | 8           | 72.29       |